# Бритцельмайр, Макс
Макс Бритцельмайр (нем. Max Britzelmayr; 1839—1909) — немецкий миколог и лихенолог.

## Биография
Макс Бритцельмайр родился 7 января 1839 года в Аугсбурге. После окончания латинской школы Святого Стефана Бритцельмайр некоторое время там преподавал. Затем он учился в Лауингенской учительской семинарии и в 1859 году окончил её. В 1865 году он начал работать учителем в Аугсбурге. В 1873 году Макс Бритцельмайр был назначен инспектором школ Швабии и Нойбурга. Макс был одним из лучших учителей Баварии, он был удостоен Ордена Заслуг Святого Михаила IV степени. Затем Бритцельмайр заинтересовался ботаникой, в особенности тайнобрачными растениями. Сначала он изучал бриологию, затем издавал публикации по микологии и, наконец, решил посвятить свою жизнь лихенологии. В 1903 году он стал почётным членом Ботанического общества Баварии. Макс Бритцельмайр скончался 6 декабря 1909 года от инсульта.

## Некоторые научные работы
- Britzelmayr, M. (1879—1897). Hymenomycetes aus Südbayern. 3 vol.
- Britzelmayr, M. (1898—1900). Cladonien-Abbildungen. 2 vol.

## Грибы, названные в честь М. Бритцельмайра
- Agaricus britzelmayrii Schulzer, 1882 [syn.  Agrocybe praecox (Pers.) Fayod, 1889]
- Boletus britzelmayrii Sacc. & Trotter, 1912
- Coprinus britzelmayrii Sacc. & Cub., 1887
- Cortinarius britzelmayrii Reumaux, 2000
- Dendrosarcus britzelmayrii Kuntze, 1898
- Hydnum britzelmayrii Sacc., 1895
- Hypholoma britzelmayrii Schulzer, 1884
- Involucrothele britzelmayrii Servít, 1953
- Lasiosphaeria britzelmayrii Sacc., 1883
- Lecidea britzelmayrii Hue, 1913
- Lenzites britzelmayrii Killerm., 1925
- Melanomma britzelmayrianum Rehm, 1881 [syn.  Trematosphaeria britzelmayriana (Rehm) Sacc., 1883]
- Russula britzelmayrii Romell, 1893 [syn.  Russula maculata Quél. & Roze, 1878]
- Tremella britzelmayrii Sacc. & P.Syd., 1899
- Trichopeziza britzelmayriana Rehm, 1882
- Zignoëlla britzelmayrii Sacc., 1883